# Ferrovia della Matinha

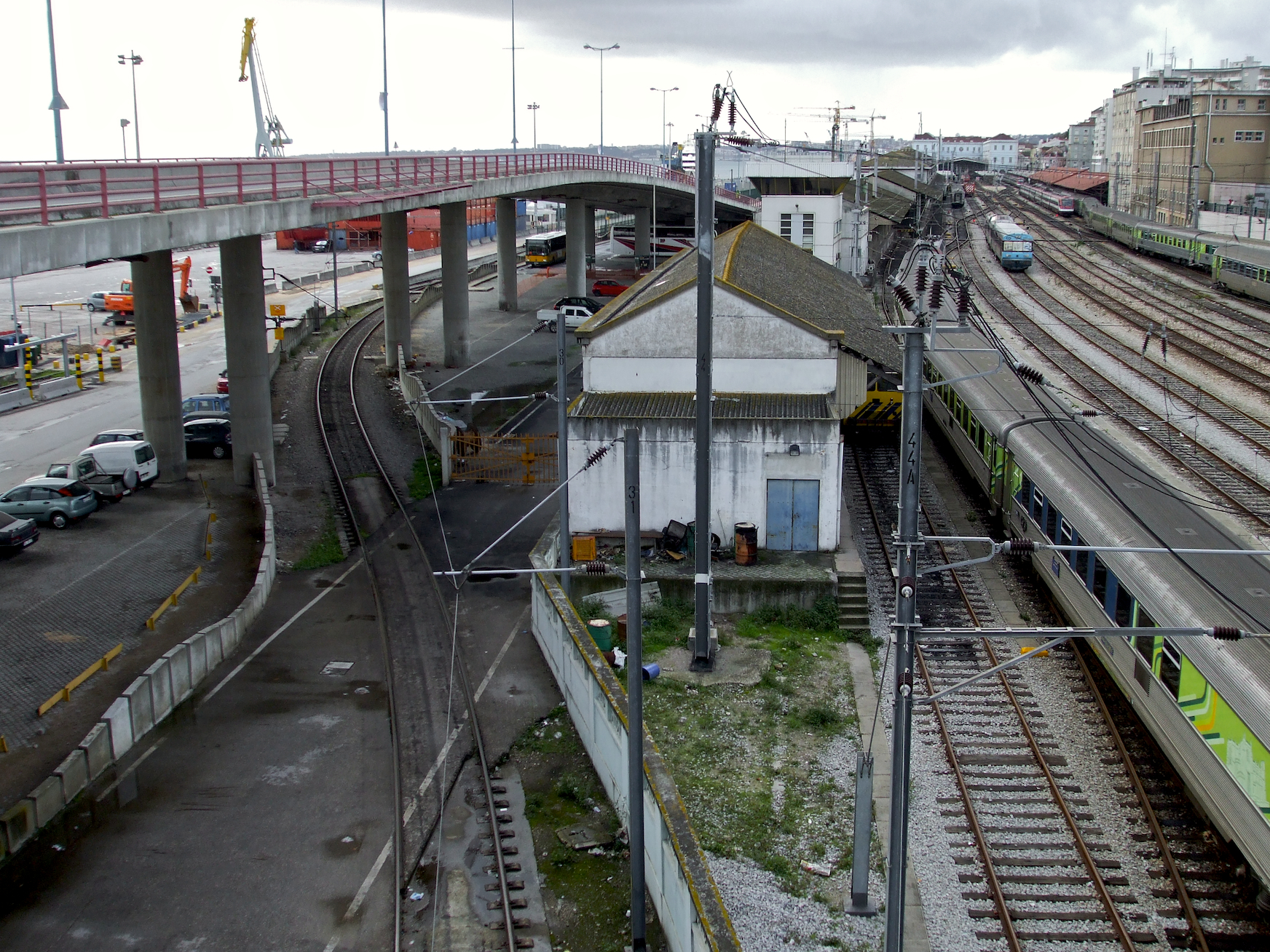
Diramazione della linea da Lisbona Santa Apolónia

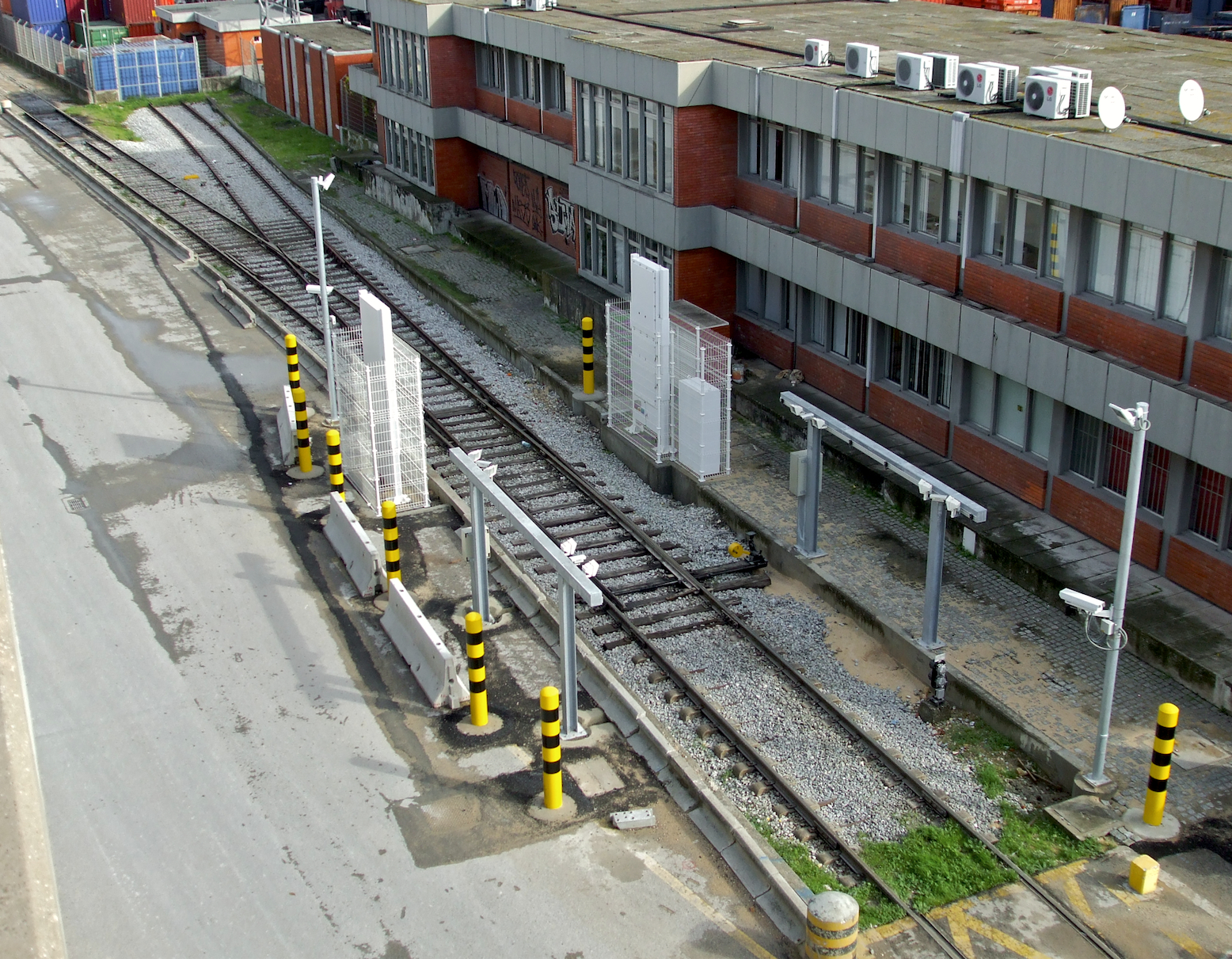
Posto di controllo RX (Control security initiative)

La ferrovia della Matinha (in portoghese Linha da Matinha) è un breve tratto di ferrovia che collega la stazione di Lisbona Santa Apolónia al porto di Lisbona nella zona detta della Matinha. È lungo 2,8 km ed è usato esclusivamente per il trasporto merci.

## Storia
La Linha da Matinha è quanto rimane di una ferrovia più lunga che procedeva verso Nord fino a raggiungere la ferrovia del Nord nella stazione di Sacavém. La soppressione della tratta risale agli anni novanta e il suo uso attuale dall'Expo 1998.
Negli anni quaranta la linea era in uso per l'accesso all'idroscalo di Lisbona (sito nella Doca dos Olivais), collegandolo alla rete ferroviaria europea quale accesso ai voli transatlantici passeggeri e merci.
| Head station |

|  | Unknown route-map component "ABZl+l" | Unknown route-map component "SKRZ-G4uq" | Unknown route-map component "STR+r" |

|  | Straight track |  | Continuation forward |

| Unknown route-map component "SKRZ-G2u" |

| Unknown route-map component "ENDEaq" | Unknown route-map component "ABZr+r" |  |  |

| Small non-passenger station on track |

| Unknown route-map component "ENDEaq" | Unknown route-map component "ABZgr" |  |  |

| Unknown route-map component "SPLa" |

| Unknown route-map component "vDST-STR" |

| Unknown route-map component "SPLe" |

| Unknown route-map component "KDSTaq" | Unknown route-map component "ABZgr" |  |  |

| Unknown route-map component "KDSTaq" | Unknown route-map component "ABZgr" |  |  |

| Unknown route-map component "ENDExe" |

| Unknown route-map component "exSHI1r" |

| Unknown route-map component "WDOCKSeq" + Unknown route-map component "exFLUGg" | Unknown route-map component "exvINT-" |  |  |

| Unknown route-map component "exvSTR-KDSTa" |

| Unknown route-map component "exSPLe" |

|  | Unknown route-map component "exABZg2" | Unknown route-map component "STRc2x3" | Unknown route-map component "CONT3" |

|  | Unknown route-map component "exKDSTe" + Unknown route-map component "exSTRc1" | Unknown route-map component "ABZ+1x4" | Unknown route-map component "STRc4" |

|  | Station on track |

|  |  | One way leftward | Unknown route-map component "CONTfq" |